# 韩宇南
韩宇南，中华人民共和国政治人物、全国脱贫攻坚先进个人。

## 生平
韩宇南任太康县马厂镇前何村第一书记，国家税务总局周口市税务局社会保障和非税收入科副科长。因在脱贫攻坚战中作出突出贡献，2021年2月25日全国脱贫攻坚总结表彰大会上，韩宇南被授予“全国脱贫攻坚先进个人”。